# SN 2007iw
SN 2007iw – supernowa odkryta 13 września 2007 roku w galaktyce E325-G43. W momencie odkrycia miała maksymalną jasność 17,10m.